# ジョヴァンニ・アレヴィ
ジョヴァンニ・アレヴィ（Giovanni Allevi, 1969年4月9日 - ）はイタリア出身のピアニスト、作曲家。

## 人物・来歴
ミラノ音楽院を1990年に卒業。1998年には哲学科も優秀な成績で卒業した、博士号論文のタイトルは『Il vuoto nella Fisica contemporanea』（現代物理学に於ける空虚）
アフロヘアにTシャツとジーパンがトレードマーク。自宅にはピアノが置いてないらしくスタジオなどで借りて作曲をしている。
2005年、BMWの国際CMに『Come Sei Veramente』が採用され欧米を中心にブレイク、2010年には日本でもトッパンホールでライブを行っている。

## アルバム
- 13 dita (1997)
- Composizioni (2003)
- No concept (2005)
- Joy (2006)
- Evolution (2008)
- Alien (2010)
- Sunrise (2012)
- Secret Love (2012)
- Equilibrium (2017)